# الالتفاف الروسي
الالتفاف الروسي هو تمرين بسيط للبطن يعمل على تقوية عضلات البطن والكتفين والوركين. يُعد تمرين الالتواء الروسي من أفضل التمارين الرياضية التي تستهدف تقوية عضلات البطن والجسم العلوي. يتميز هذا التمرين بكونه بسيطًا في الأداء ولكنه فعّال جدًا في تحسين قوة العضلات الأساسية والمرونة. يساعد الالتواء الروسي على تقوية عضلات البطن، الكتفين، والوركين، مما يجعله خيارًا مثاليًا للرياضيين في رياضات مثل التنس، السباحة، الجولف، والعديد من الألعاب الأخرى. كما أن إدراجه ضمن الروتين الرياضي يمكن أن يُحسّن الأداء الرياضي ويساهم في الوقاية من الإصابات.

## تقنية أداء
لضمان الاستفادة من التمرين، من المهم أداءه بالطريقة الصحيحة. يُنفذ باتباع الخطوات التالية:
1. وضعية البداية:
  - اجلس على الأرض مع ثني الركبتين والحفاظ على القدمين معًا.
  - يمكن إبقاء القدمين مرفوعتين قليلاً عن الأرض أو تثبيتهما أسفل سطح مستقر للحصول على دعم إضافي.
  - اجعل ظهرك مائلًا بزاوية 45 درجة مع الأرض للحفاظ على توازن الجذع.
2. تنفيذ الحركة:
  - مدّ ذراعيك أمامك، وامسك يديك معًا أو احمل وزنًا لإضافة صعوبة.
  - قم بتأرجح ذراعيك ببطء من جانب إلى آخر بحركة ملتوية، مستهدفًا عضلات البطن الجانبية.
  - لا تتوقف بين التكرارات للحفاظ على تأثير التمرين.
  - عند الأداء، احرص على التنفس بشكل منتظم لضمان تدفق الأكسجين إلى العضلات.
3. زيادة التحدي:
  - للحصول على تمرين أكثر كثافة، يمكنك الإمساك بكرة طبية أو دمبل، أو تقليل سرعة الحركة.

#### اختلافات وتمارين مشابهة
يمكن تعديل التمرين الروسي ليناسب مستويات اللياقة المختلفة. من أبرز الأشكال:
- استخدام كرة الاستقرار: يُعزز توازن الجسم ويزيد من التحدي لعضلات الجذع.
- استخدام قضيب الحديد أثناء الوقوف: يساعد في استهداف عضلات الجسم العلوي والجزء السفلي معًا.
- تويست ماسون: يُعد هذا الشكل متقدمًا، حيث تُمد الساقان بشكل مستقيم وتُرفع القدمين عن الأرض لتشكيل وضعية حرف "V"، مما يزيد من الضغط على عضلات البطن.

## فوائد الالتفاف الروسي
1. تقوية العضلات الأساسية: يستهدف التمرين العضلات العميقة في البطن، مما يُحسن التوازن والاستقرار.
2. تحسين الأداء الرياضي: يُساعد على تعزيز قوة الجزء العلوي من الجسم الضرورية للعديد من الرياضات.
3. زيادة مرونة الجذع: يعزز الحركة الملتوية مرونة العضلات المحيطة بالعمود الفقري.
4. مناسب لجميع المستويات: يمكن تعديله ليناسب المبتدئين أو الرياضيين المحترفين.

#### نصائح مهمة للأداء الأمثل
يُعد تمرين الالتواء الروسي خيارًا مثاليًا لمن يسعى لتحسين قوة عضلات البطن وتعزيز أدائه الرياضي. بفضل سهولة تنفيذه وإمكانية تعديله، يمكن لأي شخص الاستفادة منه مهما كان مستوى لياقته. احرص على دمج هذا التمرين ضمن روتينك الرياضي للحصول على جسم أقوى وأكثر توازنًا.
- حافظ على الظهر مستقيمًا وتجنب تقويسه لتقليل الضغط على العمود الفقري.
- اجعل الحركات بطيئة ومتحكمة لتحقيق أفضل النتائج.
- لا تُهمل التنفس المنتظم أثناء التمرين لضمان تدفق الأكسجين.
- ابدأ بعدد تكرارات يتناسب مع مستوى لياقتك وزد تدريجيًا مع الوقت.